# Giuseppe Baturi
Giuseppe Andrea Salvatore Baturi (Catania, 21 marzo 1964) è un arcivescovo cattolico italiano, dal 16 novembre 2019 arcivescovo metropolita di Cagliari e dal 5 luglio 2022 segretario generale della Conferenza Episcopale Italiana.

## Biografia
Nasce a Catania, città capoluogo di provincia e sede arcivescovile, il 21 marzo 1964.

### Formazione e ministero sacerdotale
Dopo la maturità scientifica ottiene la laurea in giurisprudenza presso l'Università degli Studi di Catania. Entrato in seminario, consegue il baccalaureato in teologia presso lo Studio teologico "San Paolo" di Catania e, successivamente, la licenza in diritto canonico presso la Pontificia Università Gregoriana di Roma.
Il 2 gennaio 1993 è ordinato presbitero dall'arcivescovo Luigi Bommarito per l'arcidiocesi di Catania.
Dopo l'ordinazione ricopre, fra gli altri, l'incarico di vicario episcopale per gli affari economici, procuratore generale dell'arcivescovo, vicepresidente dell'Opera catanese per il culto e la religione. È stato anche responsabile per la Sicilia di Comunione e Liberazione e docente di Diritto canonico presso lo Studio teologico San Paolo di Catania.
Dal 2012 al 2019 è direttore dell'Ufficio nazionale per i problemi giuridici e segretario del Consiglio per gli affari giuridici della Conferenza Episcopale Italiana di cui è anche sotto-segretario dal 2 ottobre 2015.

### Ministero episcopale
Il 16 novembre 2019 papa Francesco lo nomina arcivescovo metropolita di Cagliari; succede ad Arrigo Miglio, dimessosi per raggiunti limiti di età.
Il 5 gennaio 2020 riceve l'ordinazione episcopale, nella basilica di Nostra Signora di Bonaria a Cagliari, dal cardinale Gualtiero Bassetti, arcivescovo metropolita di Perugia-Città della Pieve e presidente della Conferenza Episcopale Italiana, co-consacranti l'arcivescovo Arrigo Miglio e Salvatore Gristina, arcivescovo metropolita di Catania. Durante la stessa celebrazione prende possesso dell'arcidiocesi.
Il 14 gennaio successivo è eletto vicepresidente della Conferenza episcopale sarda; succede all'arcivescovo Ignazio Sanna. Mantiene l'incarico fino all'11 aprile 2025.
Il 15 settembre 2020, in piazza Palazzo, davanti alla cattedrale di Cagliari, il nunzio apostolico in Italia Emil Paul Tscherrig gli impone il pallio, benedetto dal papa il 29 giugno precedente.
Il 25 maggio 2021 è eletto vicepresidente per l'Italia centrale della Conferenza Episcopale Italiana, mentre il 5 luglio 2022 il papa lo nomina segretario generale della stessa conferenza. Diviene anche presidente della Commissione presbiterale italiana; il 23 settembre 2024 gli succede in quest'ultimo incarico il vescovo di Fiesole Stefano Manetti.

## Genealogia episcopale e successione apostolica
La genealogia episcopale è:
- Cardinale Scipione Rebiba
- Cardinale Giulio Antonio Santori
- Cardinale Girolamo Bernerio, O.P.
- Arcivescovo Galeazzo Sanvitale
- Cardinale Ludovico Ludovisi
- Cardinale Luigi Caetani
- Cardinale Ulderico Carpegna
- Cardinale Paluzzo Paluzzi Altieri degli Albertoni
- Papa Benedetto XIII
- Papa Benedetto XIV
- Papa Clemente XIII
- Cardinale Marcantonio Colonna
- Cardinale Giacinto Sigismondo Gerdil, B.
- Cardinale Giulio Maria della Somaglia
- Cardinale Carlo Odescalchi, S.I.
- Cardinale Costantino Patrizi Naro
- Cardinale Lucido Maria Parocchi
- Papa Pio X
- Cardinale Gaetano De Lai
- Cardinale Raffaele Carlo Rossi, O.C.D.
- Cardinale Amleto Giovanni Cicognani
- Cardinale Giovanni Benelli
- Cardinale Silvano Piovanelli
- Cardinale Gualtiero Bassetti
- Arcivescovo Giuseppe Baturi

La successione apostolica è:
- Vescovo Mario Farci (2025)

## Araldica

### Blasonatura
Partito d'azzurro e di rosso, alla croce armena, caricata in cuore dal monogramma di Cristo: il tutto d'oro, attraversante sulla partizione; accompagnata nel cantone destro della punta da un crescente volto, recante al centro una stella (8): il tutto d'argento e, nel cantone sinistro, da due palme decussate, attraversanti una corona all'antica di dodici punte, sette visibili: il tutto d'oro.
Scudo inglese con galero, nappe e croce astile da arcivescovo.

### Motto
Il motto Gratia Misericordia Pax (Grazia, Misericordia, Pace) riprende il saluto di san Paolo a Timoteo (cfr. 1 Timoteo 1,1-2 e 2 Timoteo 1,1-2).